# Juhász Veronika
Juhász Veronika (Sátoraljaújhely, 1973. október 13. –) paralimpiai ezüstérmes, kétszeres világbajnoki ezüstérmes, hétszeres Európa-bajnok párbajtőr és tőrvívó. Az első roma származású paralimpiai érmes vívásban.

## Sportpályafutása
Fejlődési rendellenességgel született, bal lába három centivel rövidebb volt, négyéves korában amputálták a bal lábát térd felett, mert daganatot találtak a sípcsontján. Bár mindig szeretett volna sportolni, az intézetben, ahol élt, nem engedték neki, nem mozoghatott. Először az általános iskolát követően, mikor Budapestre került, volt erre lehetősége. Kipróbált több sportágat is, ülőröplabdát, kerekesszékes kosárlabdát és úszott is. 1992-ben ismerkedett meg a vívással és jóideig szorgalmasan látogatta az edzéseket. Később azonban nem tudta összeegyeztetni a munkát a sporttal, így hat évre szögre akasztotta a fegyvert. 2002-ben tért vissza a pástra.
Pályafutása során „A” kategóriában versenyzett, edzői Kun Csaba, Szabó Dezső és Feczer Viktor voltak.

### 2001-2008
2001-ben az országos bajnokságon tőr fegyvernemben bronzérmes lett. A 2002-es hazai rendezésű VB-n már részt vett, de jelentős eredményt még nem ért el. A 2003-as budapesti világkupán párbajtőr egyéniben a 15. helyen végzett. Első komolyabb eredményeit három év elteltével, 2005-ben érte el, a varsói világkupán tőrben a 10. helyen végzett. Az ugyanitt rendezett Európa-bajnokságon pedig mondhatni, letette névjegyét, mivel a tőr- és párbajtőr csapattal is megszerezte első Európa-bajnoki címeit, egyéniben a tőrözők között pedig az ötödik helyen végzett. 2006 májusában a Lonatoban rendezett világkupán párbajtőrben bronzérmet szerzett, majd egy arannyal bővítette éremkollekcióját. A világkupa következő állomásán, melynek Torino adott otthont, tőr egyéniben harmadik helyezést ért el. Júliusban, Varsóban párbajtőrben szerzett értékes világkupa bronzot, a tőrcsapattal pedig ezüstérmes lett. Az ugyancsak torinoi rendezésű világbajnokságon párbajtőr egyéniben lett harmadik. A párbajtőr és tőr csapat tagjaként megismételte egyéni teljesítményét és bronzérmes lett. 2007 áprilisában a montréali világkupán mindkét fegyvernemében harmadik lett. Júliusban a varsói Európa-bajnokságon mind a tőr, mind pedig a párbajtőrcsapat tagjaként diadalmaskodott. Párbajtőr egyéniben pedig ugyancsak a dobogó tetejére állhatott fel. Élete első paralimpiáján, Pekingben párbajtőr egyéniben valamivel gyengébben szerepelt a vártnál, párbajtőr egyéniben nem jutott a legjobb négy közé, az ötödik helyen végzett. Ekkor a Játékokon nem rendeztek csapatversenyeket, így csak egyéniben volt lehetősége bizonyítani.

### 2009-2014
A következő évben, a varsói Európa-bajnokságon egyéniben mind a két fegyvernemben győzni tudott, akárcsak párbajtőrben, tőrben pedig döntőbe jutottak a csapattal, ahol ezüstérmet szereztek. Ősszel, ugyancsak a lengyel főváros adott otthont a világkupa következő állomásának, ahol a tőrcsapat tagjaként harmadik lett. Decemberben női tőrben magyar bajnoki címet szerzett, ahol Pálfi Juditot győzte le a döntőben. 2010 októberben az egri világkupán párbajtőr egyéniben bronzérmet szerzett; a párbajtőrcsapattal pedig megnyerte a világkupát. A novemberi, párizsi világbajnokságon a tőrcsapat tagjaként, Krajnyák Zsuzsannával, Dani Gyöngyivel és Pálfi Judittal ezüstérmet szerzett és a dobogó második fokára állhatott. A párbajtőrcsapattal nem jutottak be a legjobb négy közé, az ötödik, pontszerző helyen végeztek. A 2011 májusi világkupán Montréalban párbajtőr egyéniben bronzérmes lett. A világkupa sorozat következő állomásán Lonatoban még ugyanebben a hónapban a tőrcsapattal egy ezüstöt is bezsebelt. A nyári, sheffieldi EB-n párbajtőr egyéniben a dobogó harmadik fokára állhatott fel; majd mind a tőr-, mind a párbajtőrcsapat tagjaként Európa legjobbja lett. Az egri világkupán párbajtőr egyéniben bronzérmet szerzett. A tőrcsapattal ugyanitt nem találtak legyőzőre, aranyat nyertek. Az év legfontosabb versenyén, a paralimpiára kvalifikáló világbajnokságon tőr egyéniben először bronzérmet szerzett; a tőrcsapattal a döntőig meneteltek, majd ott három tussal kikaptak Hongkongtól, így a dobogó második fokára állhattak fel. Párbajtőrben az oroszok legyőzésével bronzérmet szereztek, így a paralimpiára is kijutottak. A londoni paralimpián előbb tőr egyéniben a legjobb négy között Krajnyák Zsuzsannától kapott ki és lett negyedik. Ezt követően a párbajtőrcsapat tagjaként aratta pályafutása legnagyobb sikerét, mikor a döntőben Kínától kikapva Krajnyák Zsuzsával és Dani Gyöngyivel ezüstérmet szerzett. A következő paralimpiai ciklus első versenyét, az egri világkupát megnyerte a tőrcsapat tagjaként. A varsói világkupán 2013 júliusában tőr egyéniben a dobogó harmadik fokára állhatott fel. A hazai rendezésű világbajnokságon novemberben nem kezdett jól, tőr egyéniben a 11. helyen végzett, párbajtőrben pedig 13. lett. A tőr csapat tagjaként vigasztalódhatott, mivel bronzérmet szereztek, majd párbajtőr fegyvernemben megismételték ezt a teljesítményüket. 2014 júniusában lépett utoljára pástra világversenyen: tőr és párbajtőr egyéniben egyaránt a dobogó legalsó fokára állhatott fel a strasbourgi Európa-bajnokságon. Az egri világkupán még elindult 2014 végén, de eredményeiről a hazai sajtó nem számolt be, ezt követően pedig visszavonult a vívástól.

### Ülőröplabda
Vívópályafutása befejezését követően visszatért egy korábbi szeretett sportágához, az ülőröplabdához. Sikerült beverekednie magát a nemzeti csapatba is. 2016-ban az Adamik Éva Emléktornán már pályára lépett a válogatott tagjaként, ahol ezüstérmet szereztek. 2017-ben a horvátországi Poreč-ben rendezett Európa bajnokságon a hatodik helyen végzett a csapattal. 2018-ban részt vehetett a Rotterdamban rendezett világbajnokságon is. A csapat a 14. helyen végzett. Tagja volt a 2019-ben a budapesti világbajnokságon részt vevő csapatnak is.

## Társadalmi szerepvállalása
2010 volt a Szegénység és Társadalmi Kirekesztés Elleni Küzdelem Európai Éve. Verát választották meg az európai év egyik arcának. A kampány keretében számos interjút adott, illetve készült róla több portréfilm is.

## Eredményei
- paralimpiai ezüstérmes (2012)
- kétszeres világbajnoki ezüstérmes (2010, 2011)
- hétszeres világbajnoki bronzérmes (2006 3x, 2011 2x, 2013 2x)
- hatszoros Európa-bajnok (2005 2x, 2007 3x, 2011)
- Európa-bajnoki ezüstérmes (2009)
- négyszeres Európa-bajnoki bronzérmes (2007, 2011, 2014 2x)

## Díjai, elismerései
- Az Év Fogyatékos Csapatának tagja (2005)[34]
- Az Év Fogyatékos Csapata második helyezett (2006) [35]
- Az Év Fogyatékos Csapata második helyezett (2007)[36]
- Az Év Kerekesszékes Vívója a Magyar Vívószövetségnél (2007)[11]
- A K&H paralimpiai támogatói programjának győztese (2008)[37]
- Magyar Köztársasági Bronz Érdemkereszt (2008)[38]
- Magyar Paralimpiai Bizottság elismerése egyéniben és csapatban (2011)[39]
- A Magyar Érdemrend lovagkeresztje (polgári tagozat) (2012)[40]
- Az Év Fogyatékos Csapatának tagja (2012)[41]

## Tanulmányai
Kezdetben nem tanult jól, általános iskolában meg is bukott egyszer. Majd, mikor ráébredt a tanulás fontosságára, a lába miatt orvos szeretett volna lenni, de mivel nevelőotthonban élt, azt mondták, belőle nem lehet orvos. Több szakmával próbálkozott, a felvételi vizsgái sikerültek, de a sérültsége miatt nem vették fel. Dísznövénykertészi végzettséget szerzett, majd szeretett volna leérettségizni, de akkoriban nem volt rá lehetősége, így női szabónak tanult. 
Előbb egy rehabilitációs csomagolóüzemben helyezkedett el, majd a 2010-es években az MKB Euroleasingnél dolgozott részmunkaidőben.

## Magánélete
Születésekor fiatal, roma családból származó édesanyja lábának rendellenessége miatt a kórházban hagyta, így állami gondozásban nőtt fel. Sátán, Sajóörösön, Alsózsolcán, majd Budapesten élt intézetben. Legidősebb öccse, András 32 éves korában kerestette meg a Magyar Vöröskereszttel, azóta tartják a kapcsolatot. Édesanyja, Judit később elhunyt.